# Inżynieria produkcji
Inżynieria produkcji – dyscyplina inżynieryjna zajmująca się zasadami projektowania wyrobów i procesów, jak również podstawami sterowania, eksploatacji, organizacji i zarządzania procesami wytwarzania.
Inżynieria produkcji jest rozumiana również jako zespół działań mających na celu efektywną realizację procesu produkcji od chwili rozpoznania potrzeby do chwili jej całkowitego zaspokojenia.